# Арджестру
Арджестру (рум. Argestru) — село у повіті Сучава в Румунії. Адміністративно підпорядковане місту Ватра-Дорней.
Село розташоване на відстані 332 км на північ від Бухареста, 76 км на південний захід від Сучави, 146 км на північний схід від Клуж-Напоки.

## Населення
За даними перепису населення 2002 року у селі проживала 631 особа, з них 630 осіб (99,8%) румунів. Рідною мовою 630 осіб (99,8%) назвали румунську.